# Стара варошка кућа у Обреновцу
Стара варошка кућа у Обреновцу је подигнута у првој половини 19. века као чаршијска градска кућа двојне намене. Представља непокретно културно добро као споменик културе.
Настала у време формирања Чаршије као трговачког центра, кућа је квадратне је основе, с приземљем и спратом и двосливним кровом покривеним ћерамидом. Зидана је у бондручној конструкцији са испуном од ћерпича. Архитектура, просторна организација, садржина и стилска обрада објекта карактеристичне су за начин живота и укус српске трговачке средине тог времена. 
Као грађевина двојне намене, стара варошка кућа представља класичну шему чаршијске градске куће у Србији 19. века.